# Sternotomis rufozonata
Sternotomis rufozonata es una especie de escarabajo longicornio del género Sternotomis, subfamilia Lamiinae. Fue descrita científicamente por Fairmaire en 1902.
Se distribuye por Santo Tomé y Príncipe. Posee una longitud corporal de 20-30 milímetros.